# Clase Magenta

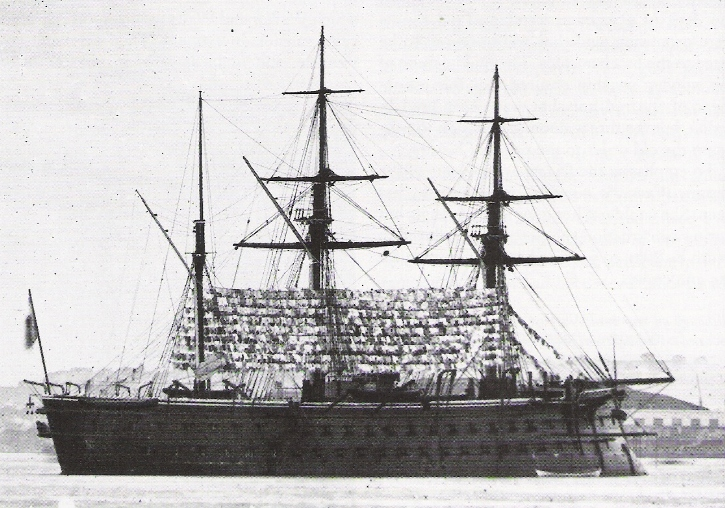
Solférino

Los Classe-magenta fueron un par de buques blindados construidos para la Marina francesa.
El diseño de los buques corrió al mando del arquitecto naval francés Henri Dupuy de Lôme. Los buques contaban con 50 cañones laterales distribuidos en 2 pisos o niveles (innovación en la que fueron pioneros). También fueron los primeros acorazados en disponer de un espolón.

## Buques
- Magenta, embarcado en 1861. Fue destruido por una explosión en 1875.
- Solférino, embarcado en 1861. Dado de baja en 1882